# Marsteinia laubieri
Marsteinia laubieri is een eenoogkreeftjessoort uit de familie van de Neobradyidae. De wetenschappelijke naam van de soort is voor het eerst geldig gepubliceerd in 1974 door Dinet.